# 友和道通航空
友和道通航空公司是一家中国货运航空公司，于2008年4月在湖北省武汉市注册成立，主营基地设在武汉天河国际机场，主营业务包括国际、国内航空货邮运输业务及相关服务业，发起股东是以经营国际国内物流和快件业为主的深圳友和道通集团，是中国大陆首家独立购置大型远程全货机的民营航空运输企业。2019年11月20日因財務困難而暂停營業，2021年武汉市黄陂区人民法院受理债权人申请友和道通航空公司进行破产清算。
友和道通航空自2009年6月开始在武汉天河机场陆续投放了3架B747-200型全货机，2010年底通过了中国民航局的审定，2011年1月正式获得中国民用航空局颁发的《运行许可证》，并于2011年4月起陆续开通国内大中型城市至南亚、东南亚、欧洲、非洲等地的定期及包机航线。2014年11月，友和道通航空有限公司正式收购银河国际货运航空公司。
友和道通航空曾有至少7架A300-600货机，3架B747-200货机，2架B747-400（湿租）货机共12架飞机。

## 图集

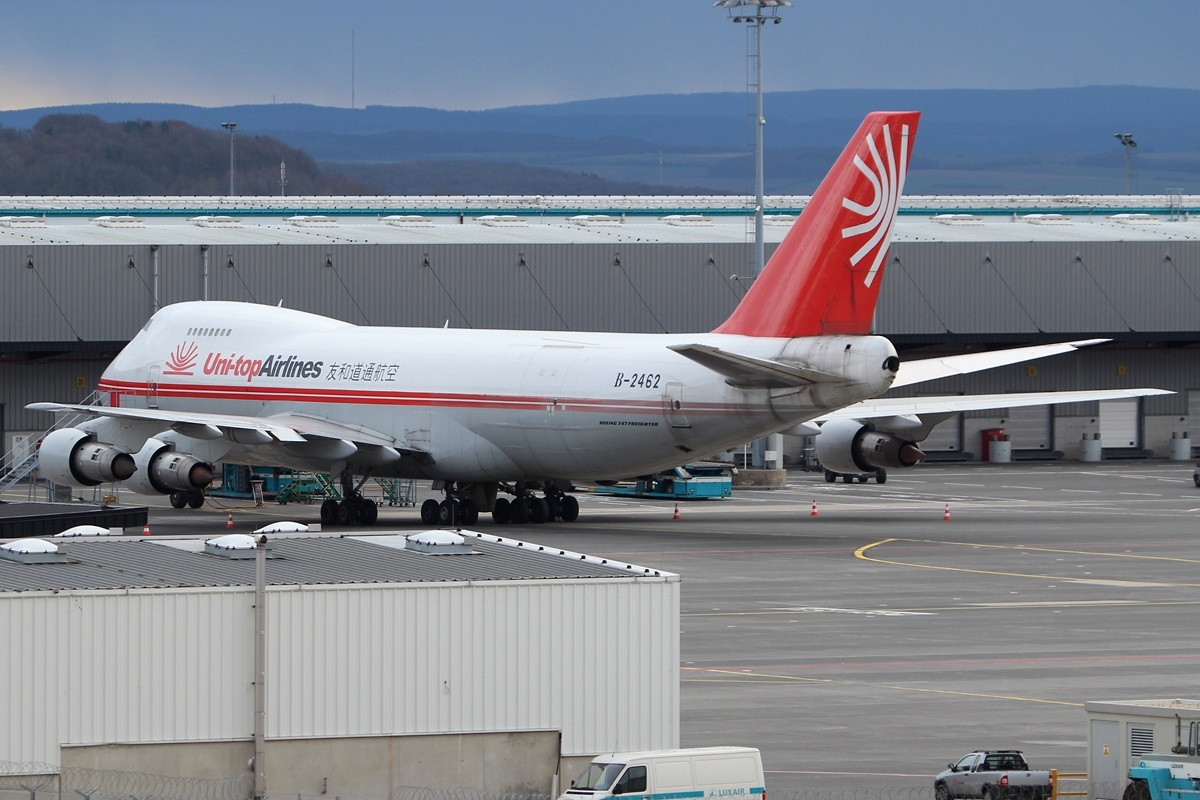
友和道通航空波音747-2J6F货机于卢森堡-芬德尔国际机场
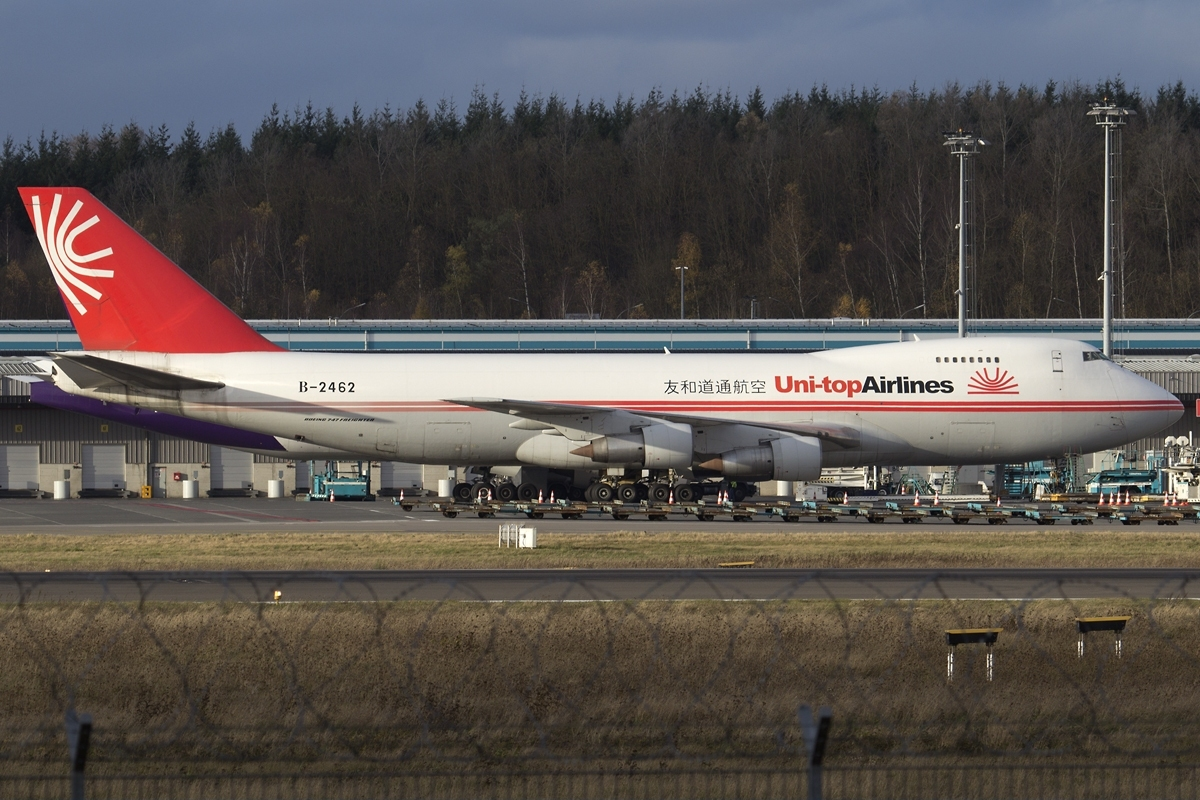
友和道通航空波音747-2J6F货机于卢森堡-芬德尔国际机场
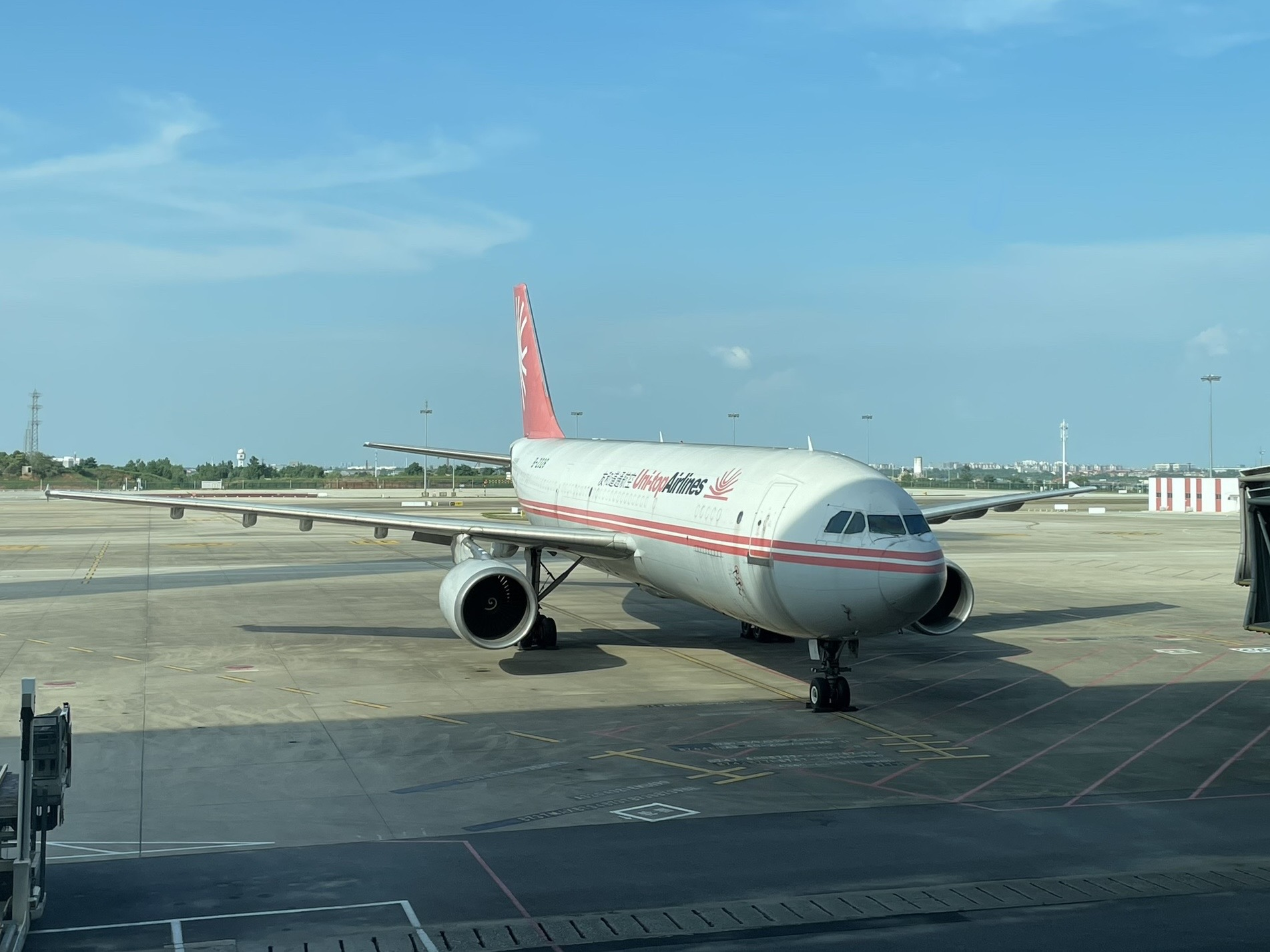
友和道通航空空客A300-600货机于武汉天河国际机场